# Spar Nord Fonden
Spar Nord Fonden støtter fællesskaber og donerer årligt ca. 100 mio. kr. til en lang række foreninger og aktiviteter i Danmark inden for kultur, social og fritid. Spar Nord Fonden har rødder i Sparekassen Nordjylland, som er stiftet i 1824. Da Sparekassen i 1990’erne blev omdannet til aktieselskabet Spar Nord Bank A/S blev den oparbejdede kapital lagt over i en fond: Spar Nord Fonden. Fonden har investeret i Spar Nord Bank aktier, og udbyttet af aktiebeholdningen muliggør Fondens donationer.